# Nederlandse Vereniging van Belangstellenden in het Spoor- en tramwegwezen

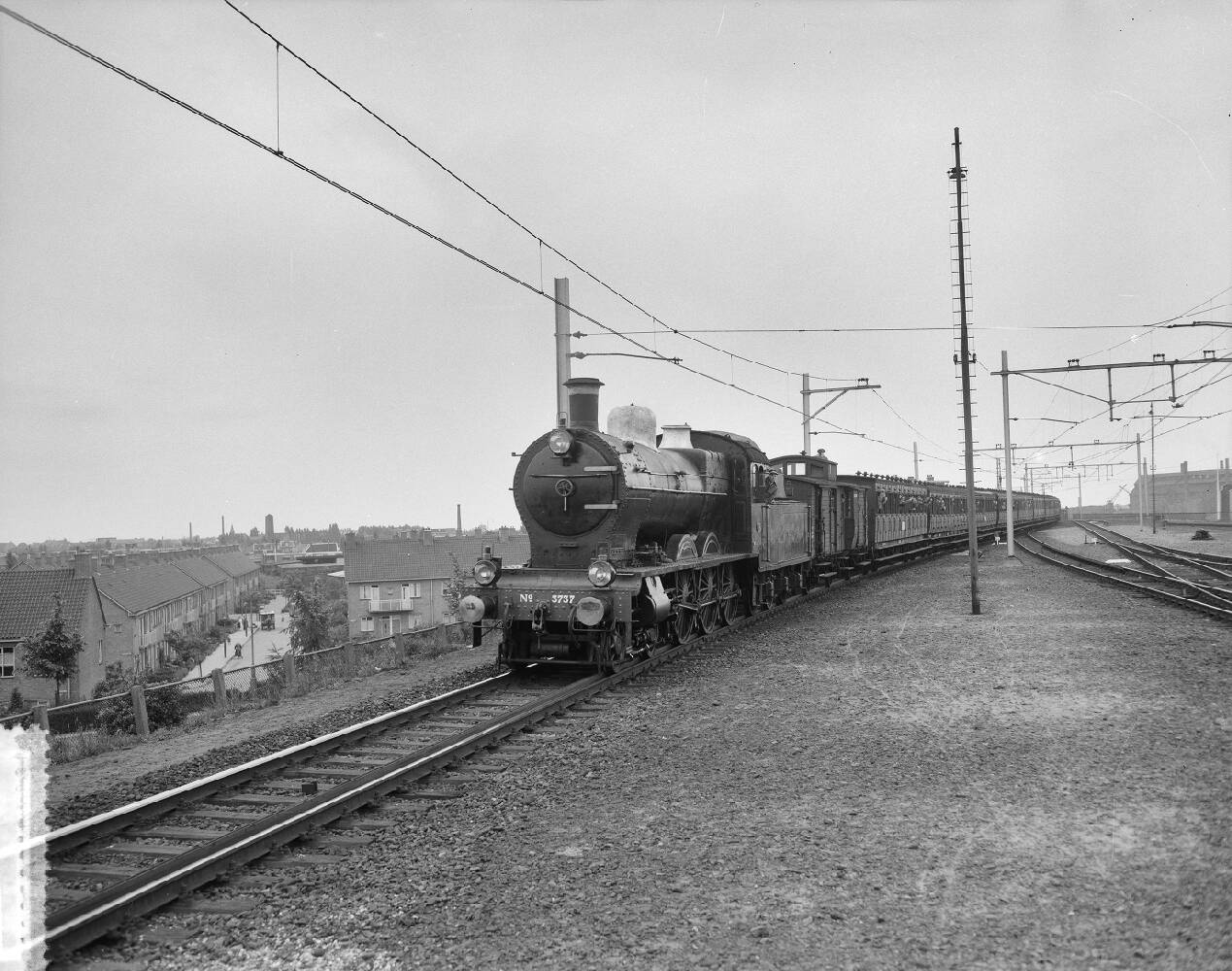
Locomotief NS 3737 met de excursietrein voor de NVBS ter gelegenheid van het 25-jarig bestaan. Met deze rit werd tevens afscheid genomen van het houten reizigersmaterieel van NS.

De NVBS (voluit: Nederlandse Vereniging van Belangstellenden in het Spoor- en tramwegwezen), opgericht in 1931, is een Nederlandse vereniging voor spoor- en trambelangstellenden. De vereniging heeft circa 4.100 leden, publiceert het maandblad Op de Rails met daarin railnieuws, historische en hedendaagse artikelen en verenigingsnieuws. Daarnaast beschikt de vereniging over een uitgebreid foto- en videoarchief en organiseert zij excursies in binnen- en buitenland.

## Activiteiten
- Het tijdschrift Op de Rails[1] is een maandblad van 52 bladzijden, met daarin recente gebeurtenissen op railgebied, artikelen over verleden, heden en toekomst van het railvervoer en verenigingsnieuws.
- De NVBS organiseert jaarlijks diverse excursies naar spoor- en tramlijnen, infrastructurele werken of andere objecten in Nederland, Europa en daarbuiten.
- De vereniging beschikt in het station Amersfoort Centraal over een uitgebreid documentatiecentrum met winkel en een bibliotheek. Hier zijn ook het foto- en tekeningenarchief te vinden.
- Elke maand verschijnt de digitale nieuwsbrief NVBS Actueel.
- Regelmatig worden boekwerken (de NVBS-boekenreeks) in samenwerking met Nederlandse uitgevers uitgegeven over de historie van spoor- en tramwegen in Nederland en het nabije buitenland.
- Op diverse plaatsen in Nederland worden regelmatig afdelingsbijeenkomsten gehouden in de vorm van lezingen, film- en diavoorstellingen. Ook is er een afdeling modelbouw. Bij afdelingsbijeenkomsten zijn ook niet-leden welkom om eens kennis te maken met de NVBS.

## Jubilea
De NVBS werd in 1931 opgericht en heeft in 1956 en 1981 met speciale ritten, manifestaties en tentoonstellingen aandacht gegeven aan haar jubilea. In 2006 bestond de NVBS 75 jaar. In het kader hiervan organiseerde de vereniging een aantal activiteiten. De belangrijkste evenementen waren de tramoptocht in Amsterdam op 11 juni 2006, en een manifestatie met stoom-, diesel- en elektrische treinen tussen Apeldoorn, Zutphen, Dieren en Arnhem op 14 en 15 oktober 2006.
Ter gelegenheid van het 80-jarige NVBS-jubileum in 2011 werd locomotief 1254 van Euro-Express Treincharter (EETC) van een aangepaste beschildering voorzien. In het Haags Openbaar Vervoer Museum werd van september t/m november 2011 de tentoonstelling Retourtje Leiden gehouden ter gelegenheid van de opheffing van de tramlijnen tussen Den Haag en Leiden precies een halve eeuw geleden. Zo veel mogelijk bewaard gebleven museumwagens van de Blauwe Tram en de Gele Tram waren hiertoe bijeengebracht.

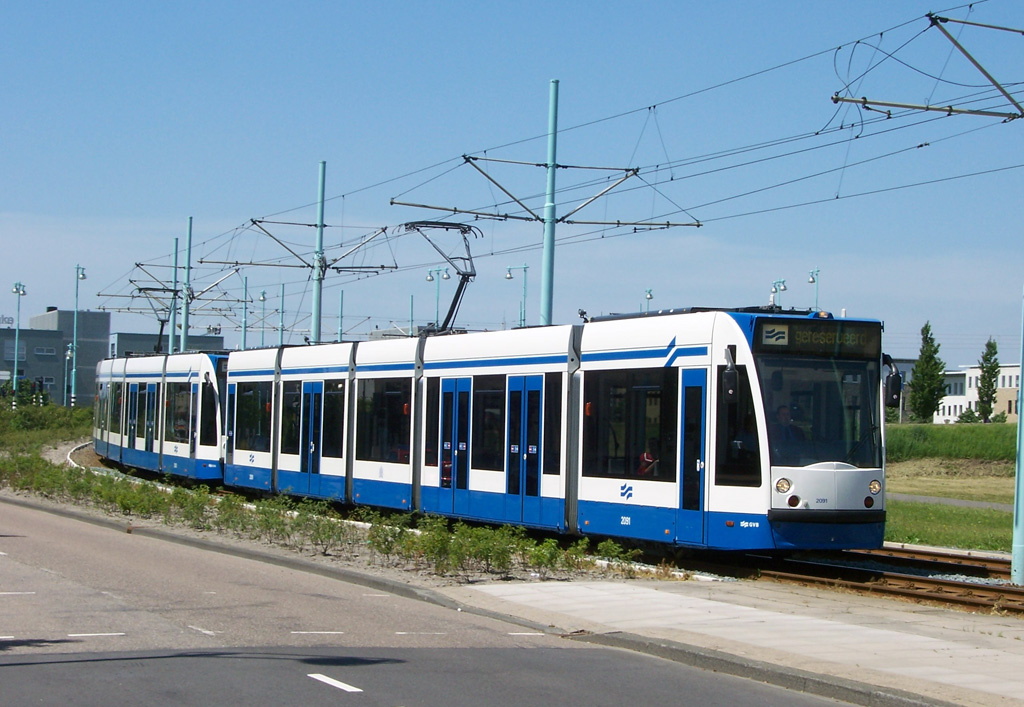
Bij speciale ritten voor het 75-jarig NVBS-jubileum op 11 juni 2006 reden bij uitzondering twee Amsterdamse Combino's in treinschakeling.
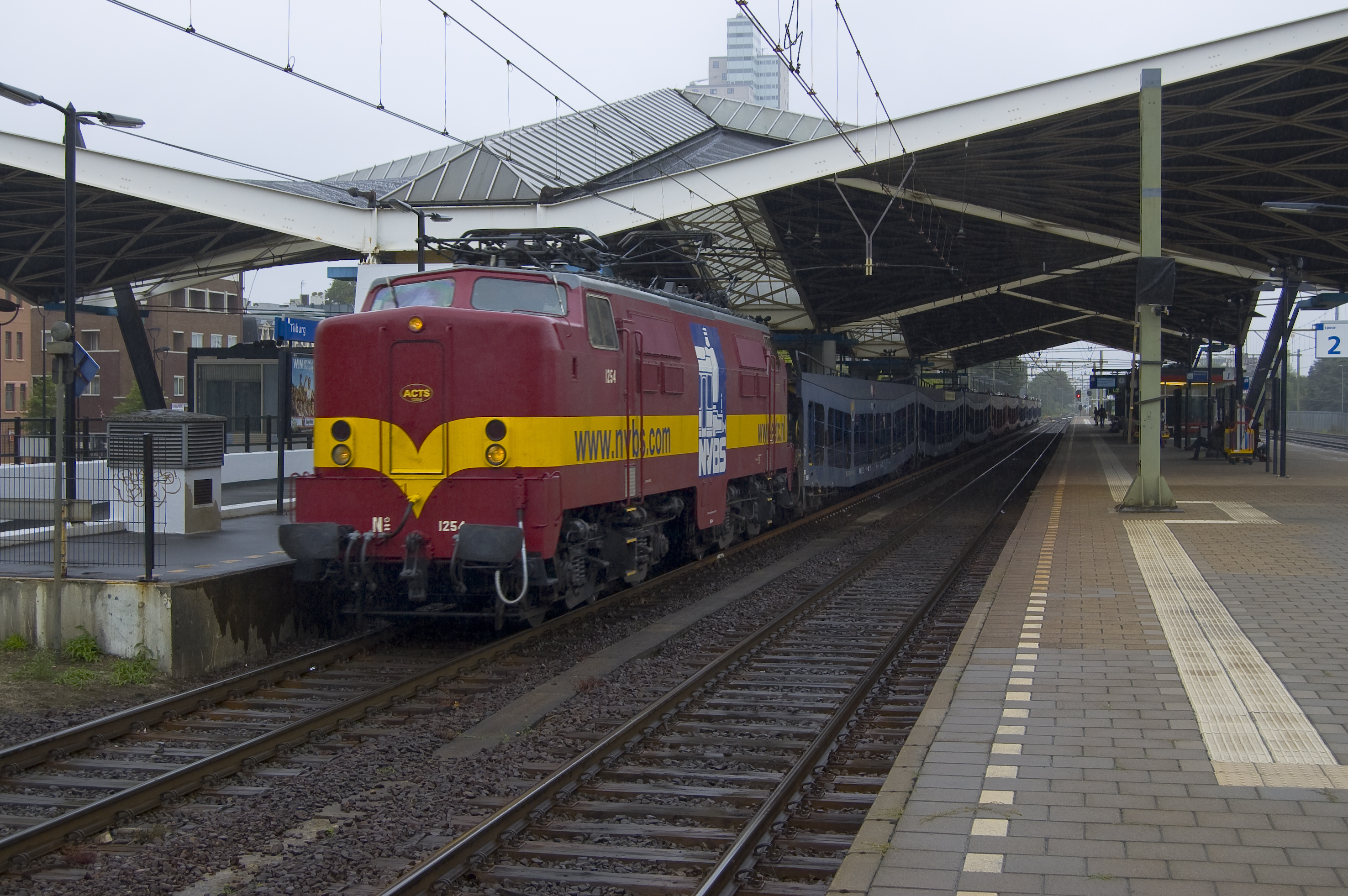
EETC-loc 1254 met speciale beschildering voor het 80-jarig bestaan van de NVBS in 2011.
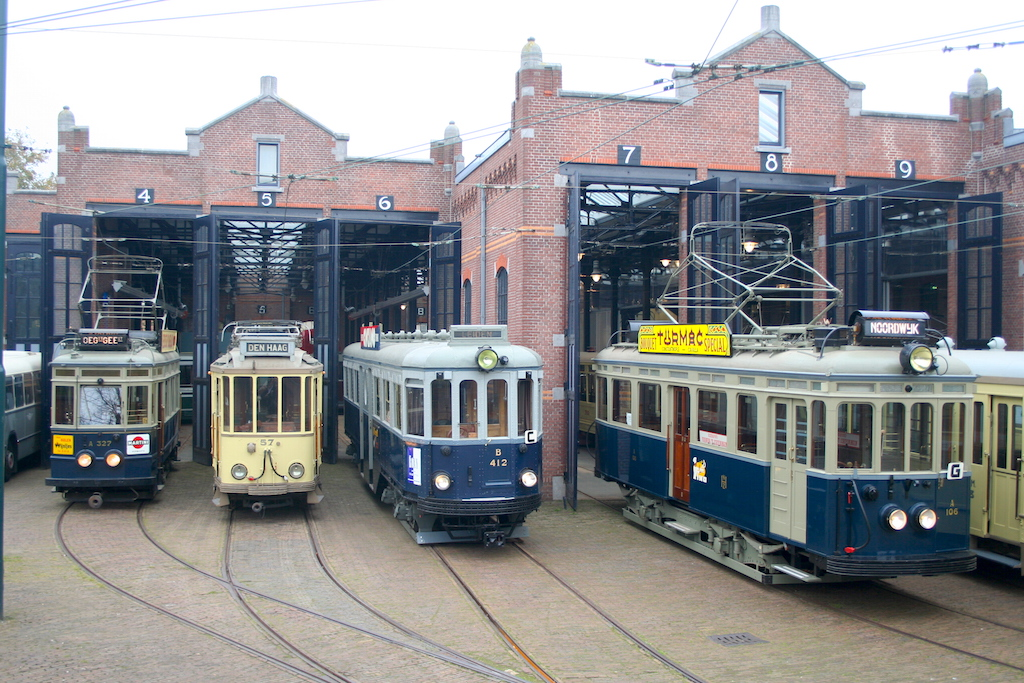
Drie als museumtram bewaarde wagens van de Blauwe Tram: de NZH A 327, NZH B 412 en NZH A 106. Er tussen staat de Gele Tram, motorwagen HTM 57. Opstelling ter gelegenheid van 'Retourtje Leiden' in de Remise Frans Halsstraat te Den Haag; 30 oktober 2011.